# Starorobociańska Rówień

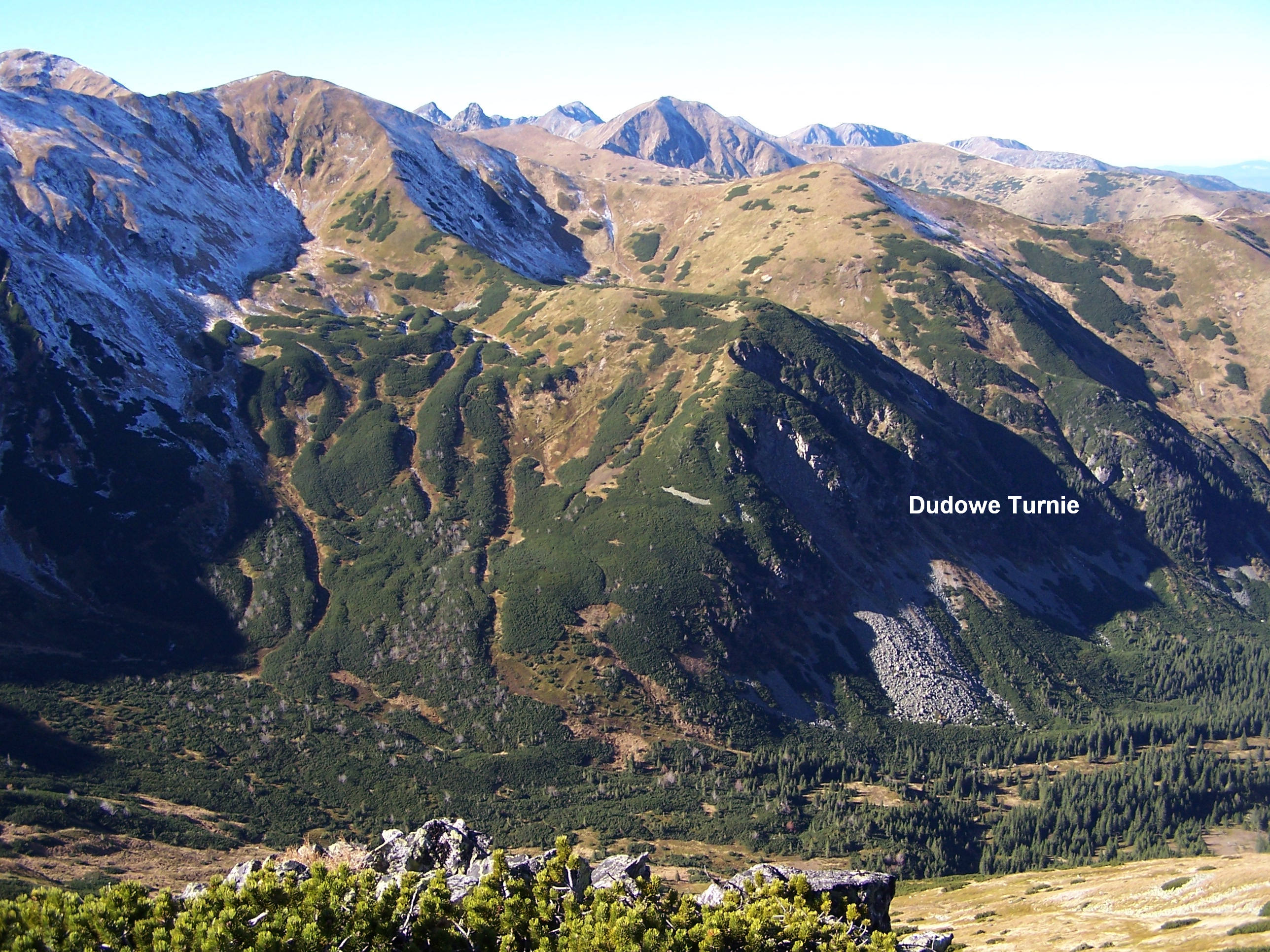
Starorobociańska Rówień i zachodnie zbocza Doliny Starorobociańskiej

Starorobociańska Rówień – dość płaskie, pochyłe dno (ok. 1330–1390 m n.p.m.) górnej części Doliny Starorobociańskiej w Tatrach Zachodnich. Po wschodniej stronie spływa Starorobociański Potok. W zachodnich zboczach znajdują się strome Dudowe Turnie ze żlebami Mała Szczerba i Wielka Szczerba, od strony wschodniej ze stoków Ornaku opadają do Starorobociańskiej Równi żleb Graniczniak i Żleb na Przełęcz. Dawniej rówień wchodziła w skład Hali Stara Robota, stały na niej szałasy i była wypasana. Po zaprzestaniu wypasu i włączeniu tego obszaru do Tatrzańskiego Parku Narodowego zarasta stopniowo lasem.
Na stoku Starorobociańskiej Równi od 1938 r. działało małe, prywatne schronisko na Starorobociańskiej Równi.
Z rzadkich roślin występuje mietlica alpejska – gatunek w Polsce występujący tylko w Tatrach i to na nielicznych stanowiskach.

## Szlaki turystyczne
– czarny z Doliny Chochołowskiej, zaczynający się przy leśniczówce i prowadzący całą Doliną Starorobociańską przez Starorobociańską Polanę i Starorobociańską Rówień aż do Siwej Przełęczy. Czas przejścia: 2:30 h, ↓ 2 h